# Wola Wereszczyńska (gmina)
Wola Wereszczyńska (od 1973 Urszulin) – dawna gmina wiejska istniejąca w latach 1867–1954 na Lubelszczyźnie. Siedzibami gminy były: w latach 1867–1944 Wola Wereszczyńska a w 1944–54 Urszulin.
Gmina Wola Wereszczyńska powstała w 1867 roku w Królestwie Kongresowym a po jego podziale na powiaty i gminy z początkiem 1867 roku weszła w skład w powiatu włodawskiego w guberni lubelskiej (w latach 1912–1915 jako część guberni chełmskiej). W 1919 roku gmina weszła w skład woj. lubelskiego.
W 1924 roku w skład gminy wchodziły: Aleksandrówka kol.; Andrzejów wieś; Andrzejów Nowy folwark; Andrzejów stary folwark; Białka kol.; Daleczkunt wieś; Dębowiec wieś, folwark; Dominiczyn wieś; Jagodne kol.; Jamniki wieś; Janin kol.; Janówka kol.; Jelino kol.; Józefin wieś; Helenin folwark; Komarówka wieś; Kozubata wieś; Lejno wieś; Lipniak wieś; Łomnica wieś; Łysocha folwark; Michelsdrof wieś; Przymiarki wieś; Sęków kol.; Tadzin kol.; Urszulin wieś, tartak; Wereszczyn wieś; Wereszczyn I kol.; Wereszczyn II kol.; Wielkopole kol.; Wincencin wieś; Władzin kol.; Wola Wereszczyńska wieś, folwark; Wólka Wytycka wieś; Wujek kol.; Wytyczno wieś, folwark; Wytyczno-Łowiszów folwark; Zabrodzie wieś; Zagłębocze wieś; Załucze wieś; Załucze Nowe wieś; Zamłyniec wieś; Zastawie wieś; Zawadówka wieś, kol.; Zbójno wieś; Zienki wieś..
Podczas okupacji gmina należała do dystryktu lubelskiego (w Generalnym Gubernatorstwie). W 1944 roku siedzibę gminy przeniesiono z Woli Wereszczyńskiej do Urszulina. Według stanu z dnia 1 lipca 1952 roku gmina Wola Wereszczyńska składała się z 27 gromad. Jednostka została zniesiona 29 września 1954 roku wraz z reformą wprowadzającą gromady w miejsce gmin. Po reaktywowaniu gmin z dniem 1 stycznia 1973 roku gminy Wola Wereszczyńska nie przywrócono, utworzono natomiast jej odpowiednik, gminę Urszulin.